# Philippe Bunau-Varilla
Pour les articles homonymes, voir Bunau-Varilla.

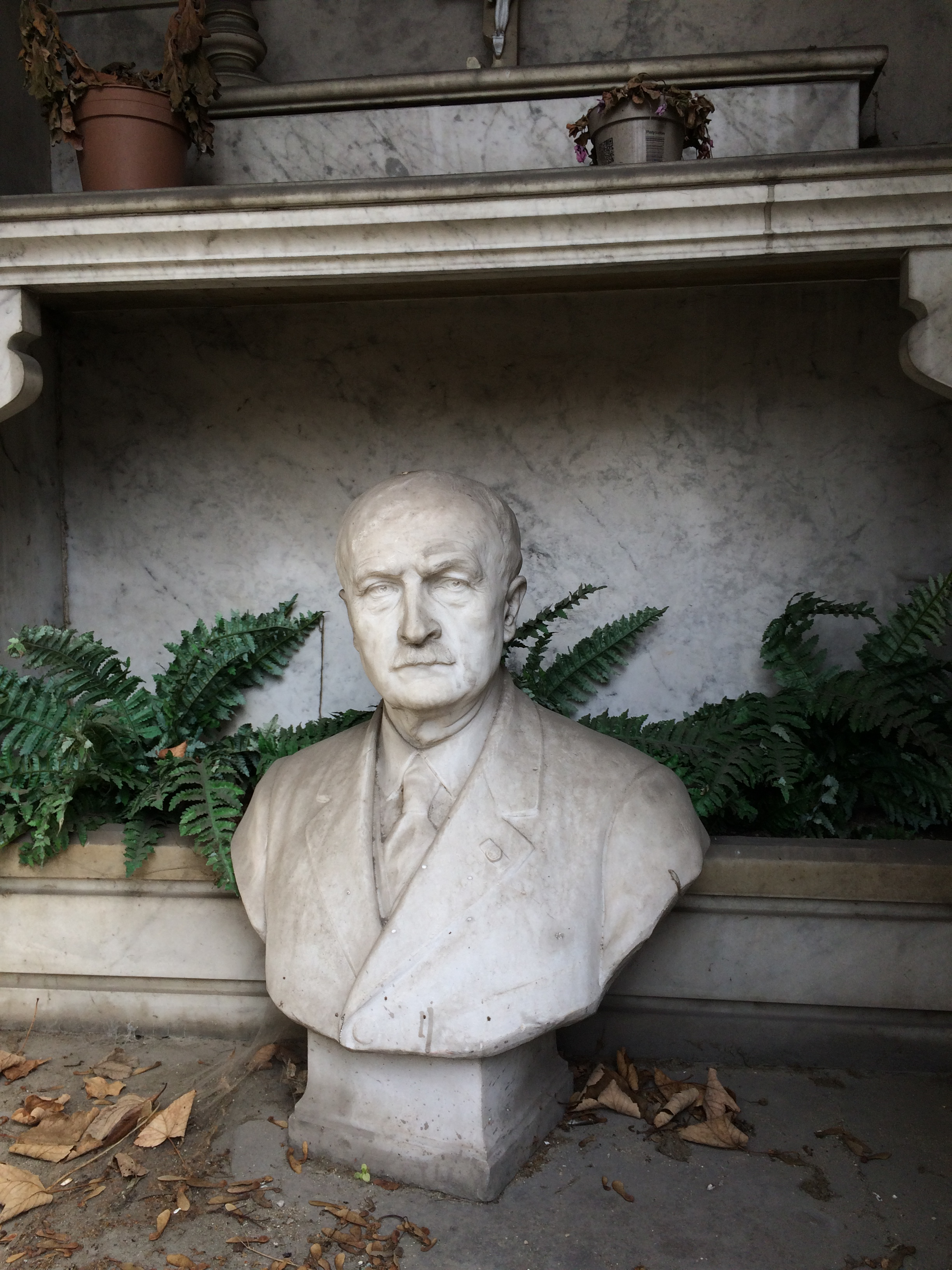
Buste de Philippe Brunau-Varilla par Auguste Maillard dans sa chapelle du cimetière de Passy (div. 9), à Paris XVIe

Philippe Bunau-Varilla, né le 26 juillet 1859 à Paris et mort le 16 mai 1940 à Neuilly-sur-Seine, est un ingénieur français qui s'est illustré dans l'histoire du canal de Panama.

## L'ingénieur et l'homme d'affaires
Né de père inconnu en 1859 et de Pamela Caroline Bunau, à Paris, Philippe Bunau poursuit de brillantes études. Il obtient les diplômes de l'École polytechnique en 1880 puis de l'École nationale des ponts et chaussées en 1883. C'est à cette époque qu'avec son frère Maurice, ils ajoutent le nom de leur beau-père Jules Varilla à leur nom de famille.
Il épouse Ida de Brunhoff, fille naturelle de Moritz von Haber et d'Ida de Brunhoff, sœur de Sonia (épouse de Maurice Bunau-Varilla) et de l'éditeur Maurice de Brunhoff (père de Michel et Jean de Brunhoff). Ils sont les parents d'Étienne Bunau-Varilla et de Gisèle Bunau-Varilla (épouse de Charles Devezeaux de Rancougne, puis de Carlo Maurigi di Castel Maurigi).

### Le canal de Panama
Philippe Bunau-Varilla, à 24 ans, part à Panama en 1884 pour participer à la construction du canal lancée par Ferdinand de Lesseps. Il travaille tout d'abord en qualité de chef de la division Pacifique du canal. À la suite de la démission du directeur général Jules Dingler, puis des autres ingénieurs en chef, Philippe Bunau-Varilla se retrouve directeur général de la Compagnie universelle du canal interocéanique de Panama en 1885, à 26 ans. Il a laissé le poste à Léon Boyer début 1886.
Ayant survécu à une attaque de fièvre jaune, il rentre peu après en France. Là, il s'associe aux ingénieurs Auguste Artigue et Conrad Sonderegger pour créer une société qui obtient de la Compagnie Universelle le contrat de la section la plus délicate du canal, le massif de Culebra. Son frère Maurice Bunau-Varilla supervise à Paris la comptabilité. Philippe Bunau-Varilla retourne à Panama en 1887. Sa société prend en charge le creusement de Culebra (qui sera ensuite appelé Gaillard Cut) et la mise en place des écluses conçues par Gustave Eiffel.
Le 4 février 1889, la Compagnie Universelle entre en cessation de paiement. C'est la banqueroute, et Philippe Bunau-Varilla rentre en France. En deux ans, son frère Maurice et lui ont fait fortune alors que des milliers de petits actionnaires ont été ruinés. Ils investissent une grande partie de leurs gains pour prendre le contrôle du quotidien Le Matin. Quand éclate le scandale de Panama en 1892, Philippe et Maurice Bunau-Varilla se voient reprocher d'avoir négocié des tarifs trop élevés. Pour éviter les poursuites, ils doivent accepter d'investir dans la Compagnie nouvelle du canal de Panama, fondée en 1894 par le liquidateur judiciaire de la Compagnie Universelle de Ferdinand de Lesseps, qui reprend l'activité et les droits de l'ancienne.
Ni Philippe, ni son frère ne feront jamais partie de la direction de la Compagnie Nouvelle. Pour relancer le projet, qui lui tient à cœur, Philippe rédige des éditoriaux, rapports, et livres enthousiastes, comme Panama, le passé, le présent, l’avenir, publié par Masson en 1892, et compte sur l'aide de son frère Maurice, alors rédacteur en chef du Matin. Il va même en Russie chercher des sources de financement.
Faute de soutien en France, il part en 1901 en croisade aux États-Unis pour convaincre ce pays d'achever le Canal de Panama, en abandonnant leur projet de canal interocéanique au Nicaragua. Cette campagne de conférences met Philippe Bunau-Varilla en contact avec l'élite politique et financière proche du Parti Républicain. Il mène campagne avec l'avocat d'affaires, décrié, William Nelson Cromwell au moyen d'une stratégie d'influence auprès de la présidence américaine ainsi que du Congrès américain, pour favoriser le choix de Panama.
Il rentre en France et réussit à convaincre la direction de la Compagnie Nouvelle d'accepter de vendre le projet pour la somme de 40 millions de dollars. En 1902, ses efforts sont couronnés de succès quand le Congrès des États-Unis adopte l'amendement Spooner, contre l'avis de la commission parlementaire Walker, faisant du canal de Panama le projet officiel du gouvernement des États-Unis. Le 16 juin 1902 les membres du Congrès américain reçoivent des enveloppes comportant des timbres montrant l'activité volcanique du Nicaragua,. Le vote du 19 juin 1902 dégage cinq voix d'avance, à l'issue du parcours juridique du projet, en faveur de Panama.
Cette campagne de communication, qui sauve le projet du canal de Panama et rapporte une forte rémunération à l'avocat William N. Cromwell, constitue l'une des premières opérations modernes de lobbying.
John Hay, le secrétaire d'État du président Theodore Roosevelt, mène alors de délicates négociations avec la Colombie (dont le Panama est alors un département), qui aboutissent à la signature du traité Hay-Herrán en 1903. La Colombie ayant refusé d'entériner le traité, un groupe d'indépendantistes panaméens décide de faire sécession. Philippe Bunau-Varilla prend le parti des insurgés et devient l'un des organisateurs de la révolution, soutenue par les États-Unis, qui conduira à l'indépendance du Panama.
Philippe Bunau-Varilla obtient alors d'être nommé ministre plénipotentiaire de la république du Panama, et prend en charge la négociation à Washington en novembre 1903 du traité Hay-Bunau-Varilla, qui accorde aux États-Unis la concession du Canal de Panama ainsi que d'une zone américaine, en plein centre du nouveau pays, à perpétuité. Ce traité, négocié en quinze jours, permet la protection de la République du Panama par l'armée et la marine des États-Unis, l'élection de Theodore Roosevelt en 1904, et l'achèvement du Canal de Panama en 1914.
Même si les autorités du Panama se sont montrées satisfaites du traité les premières années, il sera ensuite reproché à Philippe Bunau-Varilla d'avoir octroyé aux États-Unis une trop large souveraineté sur la Zone du Canal et d'avoir accepté la perpétuité de la concession, exigée par  John Hay. Modifié à plusieurs reprises, le traité Hay-Bunau-Varilla sera finalement abrogé en 1977 avec la signature des traités de Torrijos-Carter, par Omar Torrijos et Jimmy Carter, qui rendent au Panama la souveraineté sur le canal et la zone américaine le 31 janvier 1999.

### Les lignes de chemin de fer
En dehors du canal de Panama, Philippe Bunau-Varilla a également participé à la construction de lignes de chemin de fer au Congo belge. Il est un des actionnaires importants de la Compagnie de chemin de fer À la demande du colonel Thys, il est directeur du chemin de fer du Congo construite entre Matadi et Stanley pool. En 1891, il a investi dans la Compagnie du Katanga. Il a aussi participé à d'autres projets ferroviaires en Espagne et au Portugal. Il a investi avec son frère, Antonio Blastro et Alfred Charles Edwards dans la ligne de chemin de fer de l'Ouest de l'Espagne (Ferrocarriles del Oeste de España) reliant Séville à Salamanque. Il est le président de la compagnie et le directeur général de la régie d'exécution de la ligne. Il a participé aux projets de la Compagnie des chemins de fer de Galice, dont il a été le directeur général, et à ceux de la Compaňia de Explotacion de los Ferrocarriles de Madrid a Caceres y Portugal. Il a siégé avec son frère aux conseils d'administration des compagnies exploitant ces voies ferrées, revendant leurs parts en 1902. C'est son frère Maurice qui a été le véritable homme d'affaires de la famille, utilisant au mieux le pouvoir de son journal Le Matin pour s'enrichir.

## Après le canal
En 1904, Bunau-Varilla retourne en France et dirige plusieurs chantiers en Europe et en Afrique, notamment la construction du chemin de fer du Congo belge et du métro à Paris. Au Congo, il a fait venir pour diriger le chantier des ingénieurs ayant travaillé sur le chantier du canal de Panama, Georges Espanet, Jules Eymar, Burgi. Après les premières difficultés, un train part de Matadi en mai 1896 et arrive à Tumba-Gare en parcourant les 190 premiers kilomètres de la ligne sans encombre. Georges Espanet a placé le terminus de la ligne à Stanley pool, fixant la longueur de la ligne à 328 km. La ligne de chemin de fer arrive à Stanley pool et Léopoldville en 1898.
En 1910, il habitait au 53, avenue d'Iéna.
Il publie chez Plon en 1913 un nouvel ouvrage sur son entreprise, Panama : la création, la destruction, la résurrection.
Pendant la Première Guerre mondiale, Bunau-Varilla sert comme officier dans l'armée française. Il perd une jambe à la bataille de Verdun. Directeur du service des eaux à l’armée de Verdun, il met au point un procédé de chloration de l'eau, dit de verdunisation, qui est utilisé dans les tranchées. Il développe dans les années 1920 une « méthode d'assainissement intégral des eaux limpides par l'emploi de sels chlorés » qu'il décrit dans son ouvrage Autojavellisation imperceptible, publié aux éditions Baillière en 1926.
En 1937, il publie chez Plon De Panama à Verdun. Mes combats pour la France, qui lui vaut le prix Marcelin-Guérin décerné par l'Académie française. 
Il est élevé à la dignité de Grand-Croix de la Légion d'honneur en 1938.
Il meurt à Neuilly-sur-Seine le 16 mai 1940. Il repose au cimetière de Passy.

## Distinctions
- Chevalier de la Légion d'honneur en 1887
- Officier de la Légion d'honneur en 1904
- Commandeur de la Légion d'honneur en 1917
- Grand-officier de la Légion d'honneur en 1930
- Grand-Croix de la Légion d'honneur en 1938[11]
- Croix de guerre avec 2 palmes et une étoile

## Art
- Une plaquette en bronze, Philippe Bunau-Varilla - Projet de détroit Panama a été réalisée par le sculpteur Jules Chaplain en 1905.

## Œuvres
- Panama, le passé, le présent, l'avenir. Panama, le trafic, 1892
- Panama et Nicaragua - Comment Panama a vaincu Nicaragua en Amérique, p. 49-63,  La Science au XXe siècle : nouvelle revue illustrée des sciences et de leurs applications, 1903, tome 1 (lire en ligne)
- Le Détroit de Panama, documents relatifs à la solution parfaite du problème de Panama détroit libre, large et profond, 1907
- Panama, la création, la destruction, la résurrection, 1913
- La Grande aventure du Panama, son rôle essentiel dans la défaite de l'Allemagne, 1920
- Le mécanisme du succès dans les affaires : La comptabilité telle qu'on la parle et telle qu'on devrait la parler, 1923.
- La Verdunisation des eaux, 1929
- Guide théorique et pratique de la verdunisation, 1930
- Les Expériences de verdunisation à Nancy, 1931
- De Panama à Verdun : mes combats pour la France, 1937, prix Marcelin Guérin de l'Académie française en 1938